# シルヴァン・イーバンクス＝ブレイク
シルヴァン・オーガスタス・イーバンクス＝ブレイク（Sylvan Augustus Ebanks-Blake, 1986年3月29日 - ）は、イングランド・ケンブリッジ出身の元サッカー選手。ポジションはフォワード。姓は「イバンクス＝ブレイク」、「エバンクス＝ブレイク」とも表記される。

## 経歴
マンチェスター・ユナイテッドFCのユース・チーム出身。2003年のFAユースカップ優勝メンバーのひとり。
2006年にローン移籍したロイヤル・アントワープFCでは、9試合で4得点を記録。
2006年夏に、プリマス・アーガイルFCに3年契約で移籍。
2シーズン目の2007-08シーズンには、リーグ戦25試合の出場で11得点。
2008年の冬に、ウルヴァーハンプトン・ワンダラーズFCに移籍し12得点。プリマスでの11得点を含め、23得点でチャンピオンシップ得点王に輝く。
さらに翌シーズンの2008-09シーズンも、25得点で2季連続の得点王を獲得。チームもプレミアリーグ昇格を果たす。
2014年5月にイプスウィッチ・タウンFCを退団してからは無所属の状態が続いていたが、2015年1月1日、トライアルを経てフットボールリーグ1のプレストン・ノースエンドにシーズン終了までの契約で加入した。
2016-17シーズンより、チェスターフィールドFCと2年契約を交わした。2016年8月31日から翌年1月まで、シュルーズベリー・タウンFCへのローンでプレーした。
2017年11月24日、AFCテルフォード・ユナイテッドに移籍した。
2018年7月26日、ヘールズオウェン・タウンFCと契約。 
2018年10月13日、バーウェルFCに移籍。
同12月21日、引退。

## 所属クラブ
- マンチェスター・ユナイテッドFC 2004-2006

→  ロイヤル・アントワープFC (loan) 2006
- プリマス・アーガイルFC 2006-2008
- ウルヴァーハンプトン・ワンダラーズFC 2008-2013
- イプスウィッチ・タウンFC 2013-2014
- プレストン・ノースエンドFC 2015
- チェスターフィールドFC 2015-2017

→  シュルーズベリー・タウンFC (loan) 2016-2017
- AFCテルフォード・ユナイテッド 2017-2018
- ヘールズオウェン・タウンFC 2018-